# Walter Stuart (3e grand sénéchal d'Écosse)
Pour les articles homonymes, voir Walter Stuart et Stuart.
Walter Steward de Dundonald (mort en 1246) était le troisième grand sénéchal d'Écosse à titre héréditaire et Justicier d'Écosse
Il était le fils aîné de Alan fitz Walter, 2e grand sénéchal d'Écosse. Il fut le premier à utiliser le titre de Steward comme nom de famille. Il est témoin d'une charte du roi Alexandre II, dans laquelle il est désigné sous le nom de  « Walterus filius Alani, Senescallus, Justiciar Scotiae » et son sceau semble être celui qu'Alexander Nisbet décrit  comme celui de « Walter High Steward Héréditaire d'Écosse » . Autour du sceau se trouve la mention « Sigill. Walteri filii Allani ».
Il s'est marié avec Bethóc (Beatrix), fille de Gille Crist, comte d'Angus et de sa femme Marjorie, elle-même fille d'Henri d'Écosse[réf. nécessaire], dont :
1. Alexander Stewart, 4e grand sénéchal d'Écosse,
2. Sir Robert de Tarbolten et de Crookston, seigneur de Darnley,
3. John, tué à Damiette en 1249 au cours de la septième croisade,
4. Walter Bailloch qui épouse Marie de Menteith et devient comte de Menteith,
5. William,
6. Beatrix, mariée à Maol Domhnaich, comte de Lennox,
7. Christian,
8. Euphème,
9. Margaret, épouse son cousin Niall, comte de Carrick,
10. Sybella, mariée à Colin Fitzgerald, 1er seigneur de Kintail.